# Ray Fisher
Ray Fisher (Baltimore, 8 september 1987) is een Amerikaans acteur. 
Fisher verwierf internationale bekendheid door zijn vertolking van  Victor Stone, alias Cyborg, in het DC Extended Universe met een cameo in Batman v Superman: Dawn of Justice uit 2016 en een volwaardige rol in Justice League. In 2019 had hij een rol in het derde seizoen van de televisieserie True Detective.

## Filmografie

### Film
- Batman v Superman: Dawn of Justice (2016)
- Justice League (2017)
- Zack Snyder's Justice League (2021)
- Rebel Moon – Part One: A Child of Fire (2023)
- Rebel Moon – Part Two: The Scargiver (2024)

### Televisie
- The Astronaut Wives Club (2015)
- True Detective (2019)
- Women of the Movement (2022)

## Theater
- Attorney for the Damned (2008)
- Macbeth (2009)
- Fetch Clay, Make Man (2010)
- To Kill a Mockingbird (2011)
- As You Like It (2012)
- King Lear (2013)
- Cymbeline (2013)
- Fetch Clay, Make Man (2013)
- The Piano Lesson (2022)

- Biblioteca Nacional de España: XX5646601
- Library of Congress Control Number: no2018036747
- Système universitaire de documentation: 24062372X
- Virtual International Authority File: 5148449502615690161
- WorldCat: E39PBJk93YwWM4QByxFvBRkqwC